# Sami Kaftan
Pour les articles homonymes, voir Kaftan.
Sami Kaftan est un acteur, metteur en scène, compositeur et chanteur irakien né en 1942 à Nadjaf, en Irak.
Ses premiers pas au cinéma datent de 1960, quand il avait 18 ans. Depuis, il est devenu l'un des artistes irakiens les plus prolifiques, travaillant autant pour le cinéma que pour la télévision et le théâtre.

## Filmographie sélective

### Acteur
- 2015 : Al Haj Nejim, d'Amer Alwan
- 2003 : Zaman, l'homme des roseaux, d'Amer Alwan
- 1977 : Al-Nahr (Le Fleuve), de Faisal Al-Yassiri.
- 1973 : Al-Zamioun (Les Assoifés), de Mohamed Shukri Jameel

Dans son propre rôle :
- 2004 : Nous les Irakiens, d'Abbas Fahdel
- 2002 : Retour à Babylone, d'Abbas Fahdel

### Compositeur
- 2002 : Retour à Babylone, d'Abbas Fahdel

## Récompenses
- 2004: Prix d'interprétation masculine aux Journées cinématographiques de Carthage pour son rôle dans Zaman, l'homme des roseaux.
- 1975: prix du meilleur acteur irakien du Théâtre National.